# إرنست بيج
إرنست بيج (بالإنجليزية: Ernest Page)‏ هو سياسي أمريكي، ولد في 1942.